# Nigel Dabinyaba
Nigel Dabinyaba (ur. 26 października 1992 w Lae) – papuański piłkarz grający na pozycji prawego napastnika w klubie Lae City FC.

## Kariera reprezentacyjna
| Mecze i gole w reprezentacji | Mecze i gole w reprezentacji | Mecze i gole w reprezentacji | Mecze i gole w reprezentacji | Mecze i gole w reprezentacji | Mecze i gole w reprezentacji | Mecze i gole w reprezentacji | Mecze i gole w reprezentacji         |
| Papua-Nowa Gwinea U-20       | Papua-Nowa Gwinea U-20       | Papua-Nowa Gwinea U-20       | Papua-Nowa Gwinea U-20       | Papua-Nowa Gwinea U-20       | Papua-Nowa Gwinea U-20       | Papua-Nowa Gwinea U-20       | Papua-Nowa Gwinea U-20               |
| Lp.                          | Data                         | Miejsce                      | Gospodarz                    | Gość                         | Wynik                        | Gol                          | Rozgrywki                            |
| ---------------------------- | ---------------------------- | ---------------------------- | ---------------------------- | ---------------------------- | ---------------------------- | ---------------------------- | ------------------------------------ |
| 1.                           | 21.04.2011                   | Auckland                     | Fidżi U-20                   | Papua-Nowa Gwinea U-20       | 0:0                          |                              | Puchar Narodów Oceanii U-20 2011     |
| 2.                           | 23.04.2011                   | Auckland                     | Samoa Amerykańskie U-20      | Papua-Nowa Gwinea U-20       | 1:5                          | Gol                          | Puchar Narodów Oceanii U-20 2011     |
| 3.                           | 25.04.2011                   | Auckland                     | Vanuatu U-20                 | Papua-Nowa Gwinea U-20       | 2:5                          | Gol                          | Puchar Narodów Oceanii U-20 2011     |
| Papua-Nowa Gwinea U-23       |                              |                              |                              |                              |                              |                              |                                      |
| Lp.                          | Data                         | Miejsce                      | Gospodarz                    | Gość                         | Wynik                        | Gol                          | Rozgrywki                            |
| 1.                           | 16.03.2012                   | Taupō                        | Nowa Zelandia U-23           | Papua-Nowa Gwinea U-23       | 1:0                          |                              | Puchar Narodów Oceanii U-23 2012     |
| 2.                           | 18.03.2012                   | Taupō                        | Tonga U-23                   | Papua-Nowa Gwinea U-23       | 0:3                          | Gol                          | Puchar Narodów Oceanii U-23 2012     |
| 3.                           | 23.03.2012                   | Taupō                        | Fidżi U-23                   | Papua-Nowa Gwinea U-23       | 3:0                          |                              | Puchar Narodów Oceanii U-23 2012     |
| 4.                           | 25.03.2012                   | Taupō                        | Vanuatu U-23                 | Papua-Nowa Gwinea U-23       | 1:0                          |                              | Puchar Narodów Oceanii U-23 2012     |
| Papua-Nowa Gwinea            |                              |                              |                              |                              |                              |                              |                                      |
| Lp.                          | Data                         | Miejsce                      | Gospodarz                    | Gość                         | Wynik                        | Gol                          | Rozgrywki                            |
| 1.                           | 06.09.2014                   | Hougang                      | Singapur                     | Papua-Nowa Gwinea            | 2:1                          |                              | Mecz towarzyski                      |
| 2.                           | 24.03.2016                   | Honiara                      | Wyspy Salomona               | Papua-Nowa Gwinea            | 2:0                          |                              | Mecz towarzyski                      |
| 3.                           | 29.05.2016                   | Port Moresby                 | Papua-Nowa Gwinea            | Nowa Kaledonia               | 1:1                          |                              | Mistrzostwa Świata 2018 – eliminacje |
| 4.                           | 01.06.2016                   | Port Moresby                 | Papua-Nowa Gwinea            | Tahiti                       | 2:2                          |                              | Mistrzostwa Świata 2018 – eliminacje |
| 5.                           | 05.06.2016                   | Port Moresby                 | Papua-Nowa Gwinea            | Samoa                        | 8:0                          | Gol · Gol                    | Mistrzostwa Świata 2018 – eliminacje |
| 6.                           | 08.06.2016                   | Port Moresby                 | Papua-Nowa Gwinea            | Wyspy Salomona               | 2:1                          | Gol                          | Mistrzostwa Świata 2018 – eliminacje |
| 7.                           | 11.06.2016                   | Port Moresby                 | Papua-Nowa Gwinea            | Nowa Zelandia                | 0:0 (2:4 p.r.k.)             |                              | Mistrzostwa Świata 2018 – eliminacje |
| 8.                           | 17.06.2016                   | Port Moresby                 | Papua-Nowa Gwinea            | Malezja                      | 2:0                          |                              | Mecz towarzyski                      |
| 9.                           | 11.11.2016                   | Kuala Lumpur                 | Iran                         | Papua-Nowa Gwinea            | 8:1                          | Gol                          | Mecz towarzyski                      |
| 10.                          | 14.11.2016                   | Kuala Lumpur                 | Malezja                      | Papua-Nowa Gwinea            | 2:1                          | Gol                          | Mecz towarzyski                      |
| 11.                          | 23.03.2017                   | Kuala Lumpur                 | Papua-Nowa Gwinea            | Tahiti                       | 1:3                          |                              | Mistrzostwa Świata 2018 – eliminacje |
| 12.                          | 29.03.2017                   | Pirae                        | Tahiti                       | Papua-Nowa Gwinea            | 1:2                          |                              | Mistrzostwa Świata 2018 – eliminacje |
| 13.                          | 13.06.2017                   | Lae                          | Papua-Nowa Gwinea            | Wyspy Salomona               | 1:2                          |                              | Mistrzostwa Świata 2018 – eliminacje |
| 14.                          | 08.07.2019                   | Apia                         | Samoa                        | Papua-Nowa Gwinea            | 0:6                          | Gol                          | Igrzyska Południowego Pacyfiku 2019  |
| 15.                          | 10.07.2019                   | Apia                         | Vanuatu                      | Papua-Nowa Gwinea            | 0:2                          |                              | Igrzyska Południowego Pacyfiku 2019  |
| 16.                          | 14.07.2019                   | Apia                         | Nowa Zelandia U-23           | Papua-Nowa Gwinea            | 2:0                          |                              | Igrzyska Południowego Pacyfiku 2019  |
| 17.                          | 17.07.2019                   | Apia                         | Tonga                        | Papua-Nowa Gwinea            | 0:8                          | Gol                          | Igrzyska Południowego Pacyfiku 2019  |
| 18.                          | 20.07.2019                   | Apia                         | Fidżi                        | Papua-Nowa Gwinea            | 1:1 (5:3 p.r.k.)             |                              | Igrzyska Południowego Pacyfiku 2019  |

## Sukcesy
Sukcesy w karierze klubowej:
- National Soccer League – 6×, z PRK Hekari United (sezony 2011/2012, 2013, 2014) i Lae City FC (sezony 2018, 2019, 2019/2020)